# Alphonse Daudet
Alphonse Daudet (Nîmes, 13 mei 1840 – Parijs, 17 december 1897) was een Frans schrijver van romans, toneelstukken, korte verhalen en poëzie. Zijn bekendste werk is waarschijnlijk Les Lettres de mon moulin (1870), een verzameling korte verhalen. Hij was de vader van de schrijvers Léon Daudet en Lucien Daudet.
Daudet was bevriend met de Zuid-Franse schrijver Frédéric Mistral en trad toe tot diens Félibrige, een genootschap van schrijvers en dichters die het Occitaans, de oude Zuid-Franse taal, nieuw leven wilden inblazen. Daudet was tijdens zijn leven als Provençaalse auteur minder bekend dan zijn vriend Mistral. Toch wordt Daudet wel de ambassadeur van de Provence genoemd en zijn ook naar hem in het zuiden van Frankrijk straten en scholen genoemd. Terwijl Mistral niet meer zoveel gelezen wordt, geniet Daudet in het algemeen nog steeds veel bekendheid. Verschillende van zijn boeken worden veelvuldig in het onderwijs gebruikt.
Daudet heeft enkele malen bij zijn familie op Chateau Montauban in het dorp Fontvieille in Zuid-Frankrijk gelogeerd. Daarom heeft Fontvieille een standbeeld van Daudet en zijn er diverse winkels naar hem genoemd. Hoewel in Fontvieille diverse molens stonden, heeft hij ondanks zijn Les lettres de mon moulin ("De brieven van mijn molen") nooit in een door hem begeerde molen gewoond.
Daudet overleed op 57-jarige leeftijd. Hij ligt begraven op de Cimetière du Père-Lachaise in Parijs.

## Bekendste werken
- Les amoureuses (dichtbundel, 1858)
- Roman du Chaperon rouge (roman, 1862)
- Le petit chose (autobiografische roman, 1866)
- L'Arlésienne, (toneelstuk, 1869) met toneelmuziek van Georges Bizet
- Les lettres de mon moulin (verhalenbundel, 1870)
- Tartarin de Tarascon (roman, 1872) en zijn twee vervolgen Tartarin sur les Alpes (1885) en Port-Tarascon : dernières aventures de l'illustre Tartarin (1890)
- Jack (roman, 1875)
- L'Évangéliste (roman, 1882)
- Trente ans de Paris (autobiografische verhalen, 1888)
- L'Immortel (roman, 1888)
- Le Trésor d’Arlatan (roman, 1896)

- Bibsys: 90095583
- Biblioteca Nacional de Chile: 000037087
- Biblioteca Nacional de España: XX1150666
- Bibliothèque nationale de France: cb118987232 (data)
- Catàleg d'autoritats de noms i títols de Catalunya: 981058519937206706
- Digitale Bibliotheek voor de Nederlandse Letteren: daud002
- Gemeinsame Normdatei: 118523872
- International Standard Name Identifier: 0000 0001 2118 4572
- Library of Congress Control Number: n50037948
- Nationale Bibliotheek van Letland: 000007954
- Base Léonore: LH//666/97
- MusicBrainz: 587f63de-8afe-422f-9d47-2c632f36125e
- Bibliotheek van het Japanse parlement: 00437268
- Nationale Bibliotheek van Tsjechië: jn19990001635
- Nationale bibliotheek van Australië: 35033519
- Nationale Bibliotheek van Israël: 987007260274205171
- Nationale Bibliotheek van Polen: a0000001219919
- Nationale en Universitaire bibliotheek Zagreb: 000100275
- Nederlandse Thesaurus van Auteursnamen: 068261594
- Réseau des bibliothèques de Suisse occidentale: 02-A000047131
- Istituto Centrale per il Catalogo Unico: CFIV017165
- LIBRIS: 183446
- SNAC: w6vq33p5
- Système universitaire de documentation: 026812703
- Trove: 806093
- Union List of Artist Names: 500524348
- Virtual International Authority File: 4928621
- WorldCat: E39PBJkhQqcbq44djcBkmDvCQq